# Paroi cellulaire

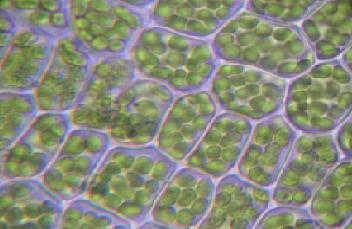
Cellules végétales séparées par des parois transparentes.

La paroi cellulaire est une paroi, assez rigide, située à l'extérieur de la membrane cellulaire des cellules végétales (paroi pectocellulosique) et de la plupart des procaryotes. Elle apporte à la cellule un soutien structurel, une protection contre les facteurs biotiques (agents pathogènes) et les facteurs abiotiques (stress mécanique, osmotique), et agit comme un mécanisme de filtrage. La paroi cellulaire fait aussi obstacle à l'expansion lorsque l'eau pénètre dans la cellule. Elle est apparue de façon indépendante dans de nombreux groupes de procaryotes et d'eucaryotes et est étroitement associée à l'évolution de la multicellularité, l'acquisition de la photosynthèse, la sortie des eaux et la vascularisation des plantes. Tous les organismes vivants en possèdent sauf les animaux et les protozoaires. La paroi seule est appelée sacculus. 

## Typologie

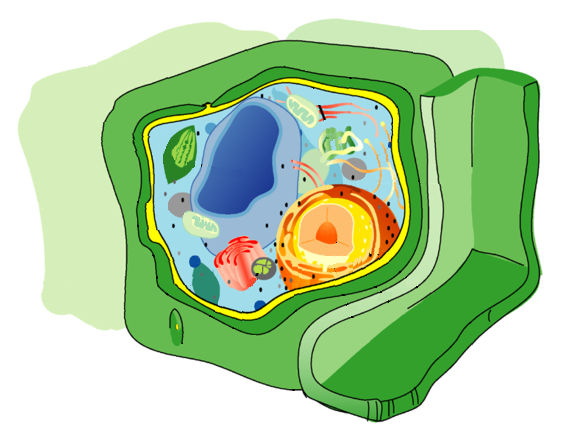
Structure d'une cellule végétale, la paroi cellulaire dite paroi pectocellulosique colorée en vert

La paroi cellulaire est un élément fondamental de la structure des cellules. Les plantes (voir Paroi pectocellulosique), les bactéries (voir Paroi bactérienne), les champignons, les algues et certaines archées possèdent des parois cellulaires de types différents. C'est l'un des éléments qui peuvent être pris en compte pour la diagnose (description scientifique) d'une espèce.

## Matériaux constitutifs
Les matériaux constituant la paroi cellulaire varient d'une espèce à l'autre, et souvent, les molécules d'autres structures se trouvent ancrées à la paroi cellulaire.
- Chez les plantes terrestres, la plus forte composante de la paroi cellulaire complexe est un glucide de grande taille appelé cellulose alors que celles des algues sont généralement constituées de glycoprotéines et de polysaccharides. Toutefois, certaines espèces d'algues peuvent avoir une paroi cellulaire formée d'acide silicique et les parois des algues marines sont caractérisées par des polysaccharides sulfatés qui pourraient jouer un rôle dans l'adaptation de la plante au milieu marin[3].
- Les champignons possèdent des parois cellulaires composées de chitine.
- Chez les bactéries à Gram positif, les formes de peptidoglycane sont dominantes, tandis que la paroi est majoritairement protéique chez les bactéries à Gram négatif.
- Chez les archées, les parois des cellules ont des compositions différentes, elles peuvent être formées de glycoprotéines couches S, de pseudopeptidoglycanes, ou de polysaccharides.

La taille des cellules à paroi varie de moins d'un micromètre (certaines bactéries) à plus d'un centimètre (algues géantes). Une étude de 2019 montre que cette taille est directement liée à la rigidité de la paroi, définie comme le produit de son épaisseur par son module d'incompressibilité,.